# Валентинівська вулиця
Валентинівська вулиця — одна з вулиць міста Харкова, розташована в Салтівському та Київському районах на Салтівці.

## Опис
Розпочинається на перехресті з вулицею Академіка Барабашова, в районі станції метро Студентська перетинається з вулицею Академіка Павлова, далі перетинається з вулицею Гвардійців-Широнінців, проспектом Тракторобудівників, вулицями Світлою та Гарібальді й завершується на перехресті з вулицею Владислава Зубенка. Протяжність вулиці — 2900 метрів.
Заснована у 1960-х роках. Проектна назва — Газова.
У 1972 році вулицю було названо на честь Блюхера Василя Костянтиновича.
У 2016 році, на виконання закону про декомунізацію вулиці було надано назву — Валентинівська, на честь церкви св. Валентина, яка побудована на початку вулиці.

## Транспортні комунікації
На перехресті з вулицею Академіка Павлова розташована станція метро Студентська.
Вулицею ходять тролейбуси маршрутів № 31, № 34, № 35 та № 42, трамваї № 16, № 23, № 26 та № 27, автобуси № 52, № 268, № 272.

## Інфраструктура
Навчальні заклади: Харківський національний педагогічний університет ім. Г. С. Сковороди, Національний фармацевтичний університет, Харківська гімназія № 55, Школа № 142, ДЮСШ № 13.
Суди: Київський районний суд міста Харкова.